# Spartacus: Blood and Sand
Spartacus: Blood and Sand (dịch nghĩa: Spartacus: Máu và cát) là phần đầu tiên của loạt phim truyền hình Mỹ Spartacus, được công chiếu trên Starz vào ngày 22 tháng 1 năm 2010. Bộ truyện được lấy cảm hứng từ nhân vật lịch sử Spartacus (do Andy Whitfield thủ vai), một đấu sĩ người Thracian từ 73 đến 71 trước Công nguyên đã lãnh đạo một cuộc nổi dậy nô lệ lớn chống lại Cộng hòa La Mã. Nhà sản xuất điều hành Steven S. DeKnight và Robert Tapert tập trung vào việc cấu trúc các sự kiện trong cuộc đời của Spartacus cho đến bắt đầu của các ghi chép lịch sử chính thức.

## Phong cách
Chương trình được cảnh báo trước rằng nó có ý định miêu tả một "chân dung lịch sử của xã hội La Mã cổ đại có chứa bạo lực bằng đồ họa và nội dung người lớn". Khoả thân ngẫu nhiên và cảnh tình dục hoặc có tính chất bạo lực có mặt trong suốt loạt phim. 